# Aplomodo-sólyom
Az Aplomodo-sólyom (Falco femoralis) a madarak osztályának sólyomalakúak (Falconiformes) rendjéhez, azon belül  a sólyomfélék (Falconidae) családjához tartozó faj.

## Előfordulása
Az Amerikai Egyesült Államoktól Mexikón és Közép-Amerikán keresztül Dél-Amerika déli részéig honos.

## Alfajai
- Falco femoralis femoralis
- Falco femoralis pichinchae
- Falco femoralis septentrionalis

## Megjelenése
Testhossza 38–45 centiméter, szárnyfesztávolsága 102–122 centiméter, testtömege pedig 400–600 gramm.

## Életmódja
A levegőben kapja el madarakból és rovarokból álló táplálékát.
|  |